# Romantism literar
Romantismul literar și-a aflat expresia de-a lungul secolului al XIX-lea, manifestându-se în paralel cu romantismul artelor plastice și cu cel muzical. Migrația influențelor impuse de curent determină coexistența lui alături de alte curente, îndeosebi în a doua jumătate a secolului (de exemplu, parnasianismul).

## Trăsături
- Introducerea unor noi categorii estetice: sublimul, grotescul, fantasticul, macabrul, feericul precum si a unor specii literare inedite precum drama romantica, meditația, poemul filozofic și nuvela istorică.
- Cultivă sensibilitatea, imaginația și fantezia creatoare, minimalizând  rațiunea și luciditatea
- Evadarea din realitate se face prin vis sau somn (mitul oniric), într-un cadru natural nocturn.
- Contemplarea naturii  se concretizează prin descrierea peisajelor sau a momentelor anotimpurilor în pasteluri și prin reflecții asupra gravelor probleme ale universului în meditații.
- Acordă o importanță deosebită sentimentelor omenești, cu predilecție iubirii, trăirile interioare intense fiind armonizate cu peisajul naturii ocrotitoare sau participative.
- Construirea eroilor excepționali, care acționează în împrejurări ieșite din comun, precum și portretizarea omului de geniu și condiția nefericită a acestuia în lume; personajele romantice nu sunt dominate de rațiune ci de imaginație și de sentimente.
- Preocuparea pentru definirea timpului și a spațiului nemărginite, ca proiecție subiectivă a spiritului uman, concepție preluată de la filozofii idealiști.
- Utilizarea de procedee artistice variate, printre care antiteza, ocupă locul principal atât în structura poeziei, cât și în construirea personajelor, situațiilor, ideilor exprimate.
- Ironia romantică dobândește, adesea, accente satirice sau pamfletare, fiind un mijloc artistic folosit atât în specia literara cu nume sugestiv, satira, cât și în poeme filosofice.
- Puritate absolută în locul rigorii raționale a clasicismului.
- Asumarea poziției demiurgice (demonice) față de universul creat.
- Preferința pentru tehnici bazate pe armonia contrariilor care să pună în evidență antonimiile specifice unei existențe contradictorii.
- Lărgirea viziunii estetice prin inovație la nivelul speciilor literare al tematicii, motivelor si limbajelor artistice.